# (73921) 1997 LT4
(73921) 1997 LT4 – planetoida z pasa głównego asteroid okrążająca Słońce w ciągu 4,47 lat w średniej odległości 2,71 j.a. Odkryta 7 czerwca 1997 roku.